# Ленжиці (Поморське воєводство)
Ленжиці (пол. Łężyce) — село в Польщі, у гміні Вейгерово Вейгеровського повіту Поморського воєводства.
Населення — 1093 особи (2011).
У 1975-1998 роках село належало до Гданського воєводства.

## Демографія
Демографічна структура станом на 31 березня 2011 року:
|          | Загалом | Допрацездатний вік | Працездатний вік | Постпрацездатний вік |
| -------- | ------- | ------------------ | ---------------- | -------------------- |
| Чоловіки | 554     | 150                | 363              | 41                   |
| Жінки    | 539     | 132                | 317              | 90                   |
| Разом    | 1093    | 282                | 680              | 131                  |